# Bjarne Røed Larsen
Bjarne Røed Larsen (26 luglio 1904 – 12 aprile 1972) è stato un calciatore norvegese, di ruolo difensore.

## Carriera

### Club
Røed Larsen giocò con la maglia del Fram Larvik.

### Nazionale
Conta una presenza per la Norvegia. Il 21 giugno 1931, infatti, fu schierato in campo nella sfida pareggiata per 2-2 contro la Germania, quando subentrò a Finn Berstad.